# Гней Сициний (претор)
Гней Сици́ний (лат. Gnaeus Sicinius; III—II века до н. э.) — римский политический деятель из плебейского рода Сициниев, дважды занимавший должность претора — в 183 и 172 годах до н. э. Сыграл важную роль в подготовке к Третьей Македонской войне.

## Биография
Гней Сициний принадлежал к плебейскому роду, представители которого сыграли важную роль в истории ранней Римской республики в целом и народного трибуната в частности: разные Сицинии становились трибунами в течение V века до н. э. Первое упоминание о Гнее относится к 185 году до н. э., когда он занимал должность плебейского эдила. Уже в следующем году Сициний решил баллотироваться на пост городского претора (praetor urbanus), освободившийся раньше срока из-за смерти Гая Децимия Флава. Развернулась ожесточённая борьба между четырьмя соискателями: Гнеем Сицинием, его коллегой по эдилитету Луцием Пупием, Квинтом Фульвием Флакком и фламином Юпитера Гаем Валерием Флакком. Страсти достигли такого накала, что сенат решил отказаться от выборов претора-суффекта; при этом Тит Ливий отмечает, что у Сициния и Пупия в любом случае не было шансов на избрание.
Вскоре Гней выдвинул кандидатуру в преторы на следующий год (183 год до н. э.) и на этот раз оказался в числе победителей, хотя получил не самое престижное место в коллегии: ему достался пост наместника Сардинии. В 177 году до н. э. Сициний был одним из триумвиров, занимавшихся созданием колонии в городе Луна в Лигурии, — наряду с консуляром Марком Эмилием Лепидом и действующим претором Публием Элием Тубероном. Две тысячи римлян-колонистов получили в Луне по пятьдесят одному с половиной югеру земли, отнятой у лигуров.
В 172 году до н. э., по истечении минимального десятилетнего интервала, установленного законом Виллия, Гней стал претором во второй раз. Ещё до вступления в должность ему пришлось отправиться в Апулию на борьбу с нашествием саранчи. По словам Ливия, «согнав множество людей на сбор саранчи, он потратил на это дело немало времени». При распределении полномочий внутри коллегии Гней стал претором по делам иностранцев (praetor peregrinus). По поручению сената он набрал войско и переправил его из Брундизия в Аполлонию в связи с подготовкой к Третьей Македонской войне, позже сдал подряд на отделку дома для каппадокийского царевича Ариарата, отпустил на свободу часть пленных лигуров. Продолжая подготовку к войне с Македонией, Сициний приказал союзникам предоставить экипажи для двадцати пяти кораблей. У латинов он набрал восемь тысяч пехотинцев и четыреста конников, так что к февралю 171 года до н. э. благодаря его стараниям в Брундизии была сконцентрирована 18-тысячная армия.
Полномочия Гнея были продлены на следующий год. Он переправил в Эпир отряд в пять тысяч пехотинцев и триста конников, во главе которых начал занимать крепости и грабить земли местных племён. В том же году Сицинию пришлось сдать командование — ещё до того, как на Балканах начались масштабные боевые действия. Возможно, именно этот нобиль упоминается у Тита Ливия как один из трёх послов, отправившихся в 170 году до н. э. к заальпийским народам. В тексте фигурирует Гай Сициний, но антиковед Фридрих Мюнцер предположил, что Ливий в этом месте ошибся.